# Candelariella
Candelariella Müll. Arg.   (liszajecznik) – rodzaj grzybów z rodziny Candelariaceae. Ze względu na współżycie z glonami zaliczany jest do porostów.

## Systematyka i nazewnictwo
Pozycja w klasyfikacji według Index Fungorum: Candelariaceae, Candelariales, Candelariomycetidae, Candelariomycetes, Pezizomycotina, Ascomycota, Fungi.
Synonimy nazwy naukowej: Caloplacopsis (Zahlbr.) B. de Lesd., Candelariella sect. Caloplacopsis Zahlbr. Candelariellomyces E.A. Thomas ex Cif. & Tomas., Candelariellopsis Werner, Eklundia C.W. Dodge, Pleochroma Clem.
Nazwa polska według Krytycznej listy porostów i grzybów naporostowych Polski.

## Gatunki występujące w Polsce
- Candelariella aurella (Hoffm.) Zahlbr. 1928 – liszajecznik złocisty
- Candelariella coralliza (Nyl.) H. Magn. 1935 – liszajecznik koralkowaty
- Candelariella kuusamoënsis Räsänen 1939[4] – liszajecznik kuusamoeński
- Candelariella medians (Nyl.) A.L. Sm. 1918 – liszajecznik rozetkowaty
- Candelariella reflexa (Nyl.) Lettau 1912 – liszajecznik odmienny
- Candelariella superdistans (Nyl.) Malme 1911 – liszajecznik pasożytniczy
- Candelariella vitellina (Hoffm.) Müll. Arg. 1894 – liszajecznik żółty
- Candelariella xanthostigma (Pers. ex Ach.) Lettau 1912 – liszajecznik ziarnisty

Nazwy naukowe na podstawie Index Fungorum. Nazwy polskie według Fałtynowicza.